# Rick Berman
Richard Keith "Rick" Berman (född 25 december  1945 i New York, USA), amerikansk TV-producent som är mest känd som exekutiv producent för Star Trek efter skaparen Gene Roddenberrys död. Han är kontroversiell bland Star Trek-fans, på grund av hur han hanterar franchisen, men har även trogna supporters.

## Arbete inom TV-branschen
Berman tog 1967 en fil.kand. vid University of Wisconsin-Madison i muntlig framställning. Från 1977 till 1982 var han senior producer på statsägda TV-stationen PBS:s serie The Big Blue Marble. Han fick en Emmy Award för serien. Mellan 1982 och 1984 arbetade han som frilansande producent på flera projekt, inklusive informationsserien What on Earth (för HBO) och miniserien The Primal Mind (för PBS).
1984 fick Berman anställning på Paramount Pictures som programchef, och var då högsta chef för sådana populära serier som Skål och MacGyver.

## Star Trek
1987 utsågs Berman av Paramount att hjälpa Gene Roddenberry med att skapa Star Trek: The Next Generation (TNG). De blev snabbt vänner och Roddenberry lade serien i Bermans händer. Vid Roddenberrys död 1991 hade Berman redan tagit över positionen som exekutiv producent för serien.
Berman var exekutiv producent för och skapare (tillsammans med flera andra) av Star Trek: Deep Space Nine (DS9), Star Trek: Voyager, och Star Trek: Enterprise. Han står också bakom de fyra TNG-filmerna: Generations (1994), First Contact (1996), Insurrection (1998), och Nemesis (2002).

## Kritik från Trekkers
Vid flera Star Trek-conventions och online-forum har stora grupper trekkers uttryckt att Rick Berman (och i viss mån även Brannon Braga) är personligt ansvariga för vissa kontroversiella kreativa och PR-mässiga beslut som har drabbat Star Trek-serierna och filmerna sedan Gene Roddenberrys död:
- Avvikelser från Roddenberrys Star Trek-filosofi, -stil, och produktionssätt
- Förvrängning av den etablerade Star Trek-kanonen
- Försök att höja tittarsiffrorna med hjälp av sexiga kvinnliga rollfigurer (till exempel Seven of Nine i Star Trek: Voyager och T'Pol i Star Trek: Enterprise)
- Fler historier som baserar sig på action och våld
- Samma historier om och om igen
- Felaktiga, icke trovärdiga science fiction-stories som man försöker täcka över med treknobabble

En av Bermans Star Trek-filmer, Star Trek: Nemesis, blev den första Star Trek-filmen som inte gav någon vinst.

## Bermans förtjänster
Många menar dock att Berman var en framgångsrik och effektiv ledare för Star Trek-serierna. Berman, tillsammans med Brannon Braga, skrev många av de mest populära avsnitten. Han fick tillsammans med Michael Piller Hugopriset för The Inner Light. Berman skrev (ibland med andra) de prisade avsnitten Brothers och Unification för TNG. Han skrev många av de tidiga avsnitten av Star Trek: Enterprise, inklusive pilotavsnittet Broken Bow, samt Shockwave-avsnitten, Cogenitor, och The Expanse - avsnitt som har prisats av många fans.
Dessutom har Berman legat bakom idén till över 30 avsnitt från de olika Star Trek-serierna han har producerat, och i sin roll som exekutiv producent har han varit redaktör för nästan alla manus för alla serierna.
Till yttermera visso var Star Trek: The Next Generation, den serie som har fått störst mainstream-framgång helt under Bermans kontroll - även om många fans ger äran för framgången till duktiga skribenter, som Ronald D. Moore, Ira Steven Behr, Michael Piller, och Brannon Braga. Många kontroversiella förändringar, såsom beslutet att sexualisera Voyager och Enterprise tros komma från TV-bolaget eller från Brannon Braga, som flera anser har skapat Seven of Nine och T'Pol.
Berman är en av de mest produktiva producenterna i TV:s historia. Under hans ledarskap blev TNG en vida känd science fiction-serie efter två tungt kritiserade säsonger under Roddenberry. Bermans supporters påpekar att om det inte hade varit för Berman så hade Star Trek troligen inte överlevt in i 1990-talet. Andra pekar på Michael Pillers roll som manusredaktör för TNG från och med tredje säsongen som en vändpunkt, och kopplar ihop Pillers avhopp från Star Trek med den sjunkande kvaliteten på manusen under de senaste åren.